# إيفان لام
إيفان لام (بالروسية: Иван Линь)‏ هو تلميذ ‏ روسي، ولد في 18 يوليو 1994 في هونغ كونغ في الصين.